# Clemente
Clemente  è un nome proprio di persona italiano maschile e femminile.

## Varianti
- Maschili: Clemenzo, Clemenzio[5]
  - Alterati: Clementino[1][5]
  - Ipocoristici: Mentino, Cleme[5], Clemen[5]
- Femminili: Clemenza[1]
  - Alterati: Clementina[1][2][5], Clementa[5], Clemenzia[5]
  - Ipocoristici: Cleme[5], Clemen[5], Mentina

## Varianti in altre lingue
- Asturiano: Clementi[6]
- Basco: Kelmen[6], Kilmen[6]
- Bulgaro: Климент (Kliment)[3][4]
- Catalano: Clement[6], Clemenci[6]
- Ceco: Klement[3]
- Croato: Klement
- Danese: Klemens[3]
- Esperanto: Klemento
- Faroese: Klæmint
- Finlandese: Klemens
- Francese: Clément[3][4]
  - Femminili: Clémence[7]
- Galiziano: Clemencio[6]
- Greco moderno: Κλήμης (Klīmīns)
- Inglese: Clement[3][4]
  - Ipocoristici: Clem[3][4], Clemmie[4], Clemmy[4]
  - Femminili: Clemence[7], Clemency[7]
- Latino: Clemens[1][3][6], Clementius[2][3][6]
  - Femminili: Clementia[1][2]
- Lituano: Klemensas
- Macedone: Климент (Kliment)[3]
- Olandese: Clemens
- Polacco: Klemens[3][4]
- Portoghese: Clemente
- Rumeno: Clement
- Russo: Климент (Kliment)[3][4][5]
  - Ipocoristici: Клим (Klim)[3]
- Slovacco: Klement[3]
- Sloveno: Klemen[3]
- Spagnolo: Clemente[3][4][5][6], Clemencio[6]
- Svedese: Klemens[3]
- Tedesco: Klemens[3][4][5], Clemens[3]
- Ucraino: Климент (Kliment)[3]
  - Ipocoristici: Клим (Klim)[3]
- Ungherese: Kelemen[3][4]

## Origine e diffusione
Deriva dal nome latino Clemens, basato sull'aggettivo clemens, che vuol dire "clemente", "benigno", "mite", "moderato", "pietoso", "gentile", lo stesso significato del nome arabo Rahman. Può anche riprendere i latini Clementius e Clementia, dei patronimici derivati da Clemens (quindi "relativo a Clemente", "discendente di Clemente"), che nella pratica sono usati come sue semplici varianti. È presente nella Bibbia, dove un Clemente (tradizionalmente identificato con papa Clemente I) è citato da Paolo nella sua lettera ai Filippesi (4,3).
Era un nome molto diffuso in epoca romana; si diffuse nell'Europa cristiana sia dai primi tempi per via del culto di numerosi santi così chiamati, e venne portato da quattordici papi. In Inghilterra era comune durante il Medioevo; si rarificò dopo la Riforma protestante, e venne riportato in voga nel XIX secolo.
In italiano può avere anche valenza ambigenere, ma viene usato perlopiù al maschile.

## Onomastico
L'onomastico viene festeggiato generalmente il 23 novembre in onore di san Clemente I, papa e martire sotto Traiano. Con questo nome si ricordano anche, alle date seguenti:
- 23 gennaio, san Clemente, vescovo di Ancira e martire assieme a sant'Agatangelo[9]
- 15 marzo, san Clemente Maria Hofbauer, sacerdote della Congregazione del Santissimo Redentore[9]
- 22 marzo, beato Clemens August von Galen, vescovo di Münster e cardinale[9]
- 1º maggio, beato Clemente Šeptyc'kyj, sacerdote e martire a Vladimir[9]
- 12 luglio, sant'Ignazio Clemente Delgado, vescovo di Milopotamo e martire a Nam Định[9]
- 27 luglio, san Clemente di Ocrida, vescovo, detto "apostolo della Bulgaria"[9]
- 1º novembre, san Clemente Kyuemon, martire con altri compagni a Shimabara[9]
- 21 novembre, san Clemente, martire a Roma assieme a san Celso[9][10]
- 23 novembre, san Clemente, primo vescovo di Metz[9]
- 16 dicembre, beato Clemente Marchisio, sacerdote e fondatore delle Figlie di San Giuseppe[9]
- Ultima domenica di giugno, san Clemente martire insieme alla moglie santa Costanza

## Persone
- Clemente I, papa
- Clemente VII, papa
- Clemente VIII, papa
- Clemente XI, papa
- Clemente XII, papa
- Clemente XIII, papa
- Clemente XIV, papa

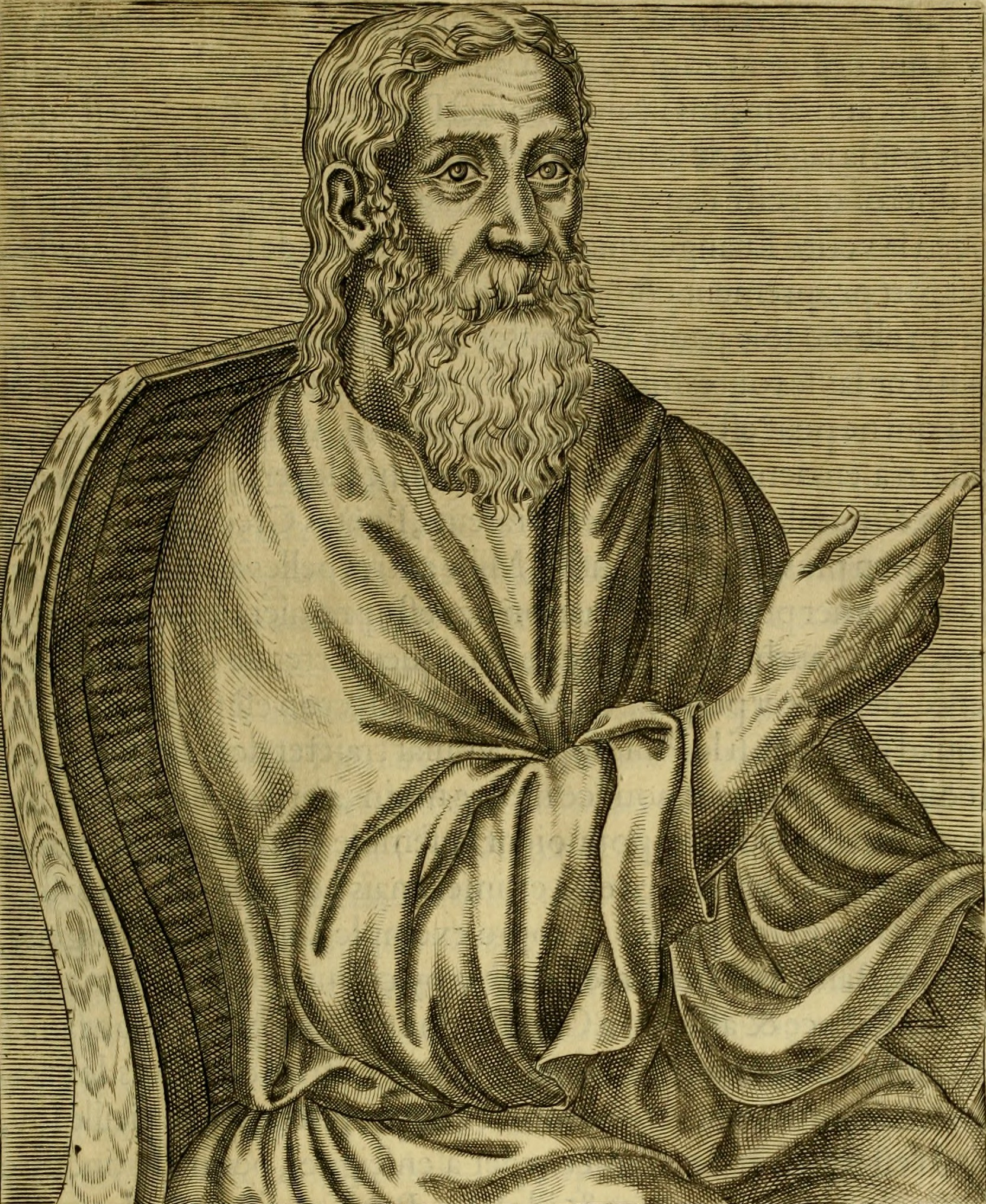
Clemente Alessandrino

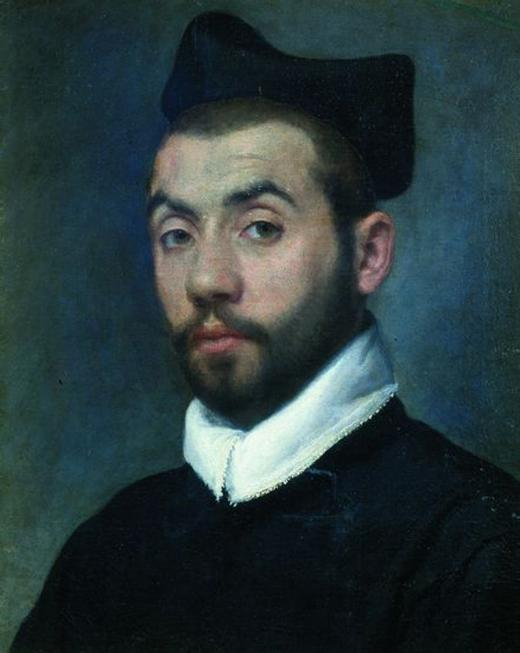
Clément Marot

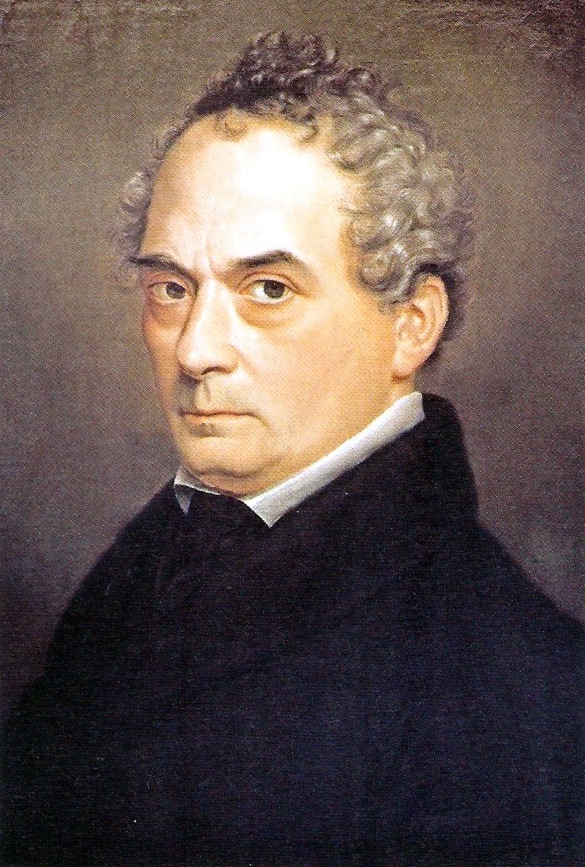
Clemens Brentano

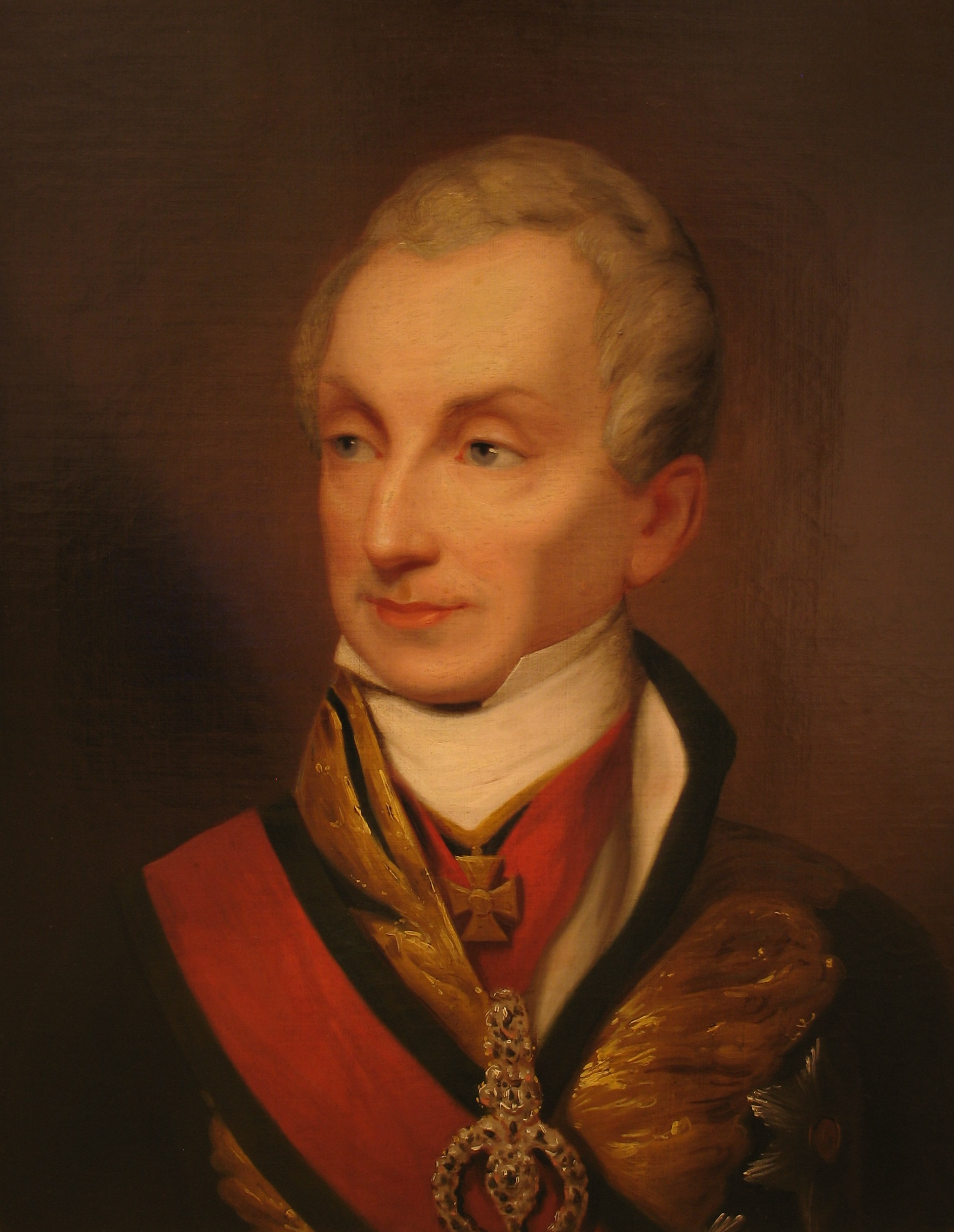
Klemens von Metternich

- Clemente Alessandrino, teologo, filosofo, apologeta e scrittore greco antico
- Clemente Augusto di Baviera, nobile e arcivescovo cattolico tedesco
- Clemente Corte, politico italiano
- Clemente Folchi, architetto italiano del XIX secolo
- Clemente Gaddi, arcivescovo cattolico italiano
- Clemente Mastella, politico, deputato, senatore e ministro italiano
- Clemente Merlo, linguista e glottologo italiano
- Clemente Rebora, poeta e sacerdote italiano
- Clemente Russo, pugile, attore e personaggio televisivo italiano

### Variante Clément
- Clément Ader, ingegnere, inventore e pioniere dell'aviazione francese
- Clément Brun, pittore francese
- Clément Duval, anarchico e rivoluzionario francese
- Clément Janequin, compositore francese
- Clément Juglar, medico e statistico francese
- Clément Georges Lemoine, chimico francese
- Clément Marot, poeta francese
- Clément Metézeau, ingegnere e architetto francese
- Clément Thomas, generale francese

### Variante Clemens
- Clemens August von Galen, conte e cardinale tedesco
- Clemens Brentano, poeta tedesco
- Clemens August Droste zu Vischering, arcivescovo cattolico tedesco
- Clemens Krauss, direttore d'orchestra e impresario teatrale austriaco
- Clemens Winkler, chimico tedesco
- Clemens von Franckenstein, compositore tedesco
- Clemens von Ketteler, diplomatico tedesco
- Clemens von Pirquet, pediatra austriaco

### Altre varianti maschili
- Clement Attlee, politico britannico
- Clem Burke, batterista statunitense
- Klement Gottwald, politico cecoslovacco
- Klæmint Olsen, calciatore faroese
- Clem Sacco, cantautore italiano
- Clement Studebaker, imprenditore statunitense
- Kliment Timirjazev, biologo e botanico russo
- Klemens von Metternich, diplomatico e politico austriaco
- Kliment Vorošilov, generale e politico sovietico

### Varianti femminili
- Clemenza d'Asburgo, moglie di Carlo Martello d'Angiò
- Clemenza d'Ungheria, regina di Francia e Navarra
- Clémence Poésy, attrice francese

## Il nome nelle arti
- Clem (Clemente) è un personaggio della serie televisiva Buffy l'ammazzavampiri.
- Clem (Clemenza) è un personaggio di Pokémon .